# Bríd Brennan

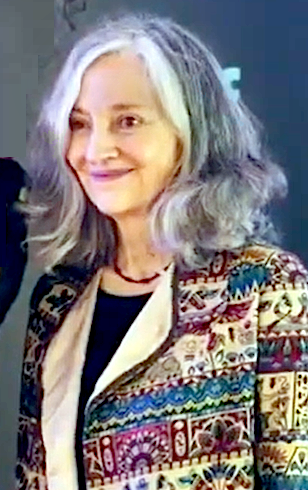
Bríd Brennan im Jahr 2025

Bríd Brennan (* 1955 in Belfast) ist eine irische Schauspielerin.

## Leben und Leistungen
Bríd Brennan debütierte als Schauspielerin in Dublin, wo sie am Abbey Theatre und am Gate Theatre auftrat. Ihre erste Filmrolle spielte sie an der Seite von Nigel Terry und Helen Mirren im Fantasyfilm Excalibur aus dem Jahr 1981. Im irischen Filmdrama Anne Devlin (1984) übernahm sie die Titelrolle.
Brennan spielte in den Jahren 1991 und 1992 im Theaterstück Lughnasa – Zeit des Tanzes von Brian Friel. Für diese Rolle erhielt sie im Jahr 1992 den Tony Award. In der Verfilmung des Theaterstücks Tanz in die Freiheit (1998) spielte sie neben Meryl Streep und gewann im Jahr 1999 für diese Rolle den Irish Film and Television Award. Die Rolle im Theaterstück The Little Foxes, welches im Londoner Theater Donmar Warehouse aufgeführt wurde, brachte ihr im Jahr 2002 eine Nominierung für den Laurence Olivier Award.

## Filmografie (Auswahl)
- 1981: Excalibur
- 1982: Maeve
- 1982: The Ballroom of Romance
- 1984: Anne Devlin
- 1985: Four Days in July (Fernsehfilm)
- 1987: Lorna (Fernsehfilm)
- 1994: Words Upon the Window Pane
- 1995: Für alle Fälle Fitz: Bruderliebe (Cracker: Brotherly Love) (Fernsehfilm)
- 1998: Tanz in die Freiheit (Dancing at Lughnasa)
- 1999: Felicia, mein Engel (Felicia’s Journey)
- 1999: Topsy-Turvy – Auf den Kopf gestellt (Topsy-Turvy)
- 2002: Sunday (Fernsehfilm)
- 2009: Swansong (Swansong: Story of Occi Byrne)
- 2012: Shadow Dancer
- 2013: Der Anwalt des Teufels (The Escape Artist, Fernsehdreiteiler)
- 2014: Der Pathologe – Mörderisches Dublin (Quirke, Miniserie, 1 Folge)
- 2016: Florence Foster Jenkins
- 2021: Belfast